# آزیتا یاراحمدی
آزیتا یاراحمدی دوبلور ایرانی زادهٔ ۱۳۴۴ در تهران که اصالتا اهل  بروجرد است. وی از نوجوانی یعنی از سال‌های آغازین دههٔ شصت کار در دوبله را شروع کرد.
یاراحمدی در زمینهٔ تحصیلی دارای مدرک دیپلم است.

## خانوادهٔ هنرمند
آزیتا یاراحمدی فرزند محمد یاراحمدی، از پیشکسوتان دوبلهٔ ایران و خواهرِ بزرگترِ رزیتا یاراحمدی و همچنین همسر علیرضا باشکندی است. او در حالی در دوبلهٔ سریال افسانهٔ جومونگ شرکت کرد که خواهر و همسرش هم از دوبلورهای نقش‌های اصلی آن سریال بوده‌اند. در آن سریال باشکندی در کنار سرپرستی گویندگان، نقش جومونگ را نیز دوبله کرد و از آزیتا یاراحمدی برای دوبلهٔ نقش بانو یوها (مادر جومونگ) و از رزیتا یاراحمدی به عنوان دوبلور سوسانو استفاده کرد.

## پیشینهٔ هنری
نمونه‌هایی از فعالیت آزیتا یاراحمدی در دوبله:
| سریال                                   | سینمایی |
| --------------------------------------- | ------- |
| افسانهٔ جومونگ (بانو یوها -مادر جومونگ-) |         |
| امپراتور بادها (سوریو -خواهر موهیول-)   |         |
| جواهری در قصر(چنگ)                      |         |
| رودخانهٔ برفی (امیلی)                    |         |
| فلسطین غریب                             |         |
| قطره‌ای عبرت (اصلی)                      |         |
| بچه‌های کوه تاراک (جیل)                  |         |
| مدیر کل («مها» با بازی امیه ملص)        |         |
| رویای سبز (جوزی پی)                     |         |
| مامور انتقال (۲۰۱۲) (ژولیت)             |         |
| رویای فرمانروای بزرگ (شینو )            |         |

## نقش‌های کارتونی
- دهکده حیوانات (ناتاشا)
- حنا دختری در مزرعه (راوی و پسرک چوپان)
- بولک و لولک (لولک اون چاقه)
- رامکال (جسیکا خواهر استرلینگ)
- بلفی و لی‌لی‌بیت (سیمیگی)
- قصه کوچولوها (یکی از میمون ها)
- بارباپاپا (پسرک)
- دیجیمون (تای)
- بچه های مدرسه والت (نقش های مختلف)
- پسر کوهستان (کانا دخترک)
- دوقلوهای افسانه‌ای (پولت نامزد مارتین)
- باب مورن (نقش های مختلف)
- در جستجوی مادر (رمی)